# Chromadorina nuda
Chromadorina nuda är en rundmaskart som beskrevs av Christian Wieser 1954. Chromadorina nuda ingår i släktet Chromadorina och familjen Chromadoridae. Inga underarter finns listade i Catalogue of Life.